# 映画のまち調布 シネマフェスティバル
映画のまち調布 シネマフェスティバル（えいがのまちちょうふ しねまふぇすてぃばる）は、2019年より東京都調布市にて、毎年2月頃に開催される映画祭。

## 概要
この映画祭は、開催地である調布市と市内に集積している映画・映像関連企業（角川大映スタジオ、ジャンゴフィルム、日活撮影所、高津装飾美術 ほか）と連携し、調布のまちならではの独自性がある催しを展開することにより、「映画のまち調布」のＰＲを行い、映画・映像を楽しむ機会を創出することを目的として開催されている。また、調布における映画及び映像の歴史と文化に触れることにより、調布市に根ざした芸術・文化の振興や人的交流と、観光・産業等の分野と連携した地域活性化を目指している。
独自性として、映画賞「映画のまち調布賞」を実施しており、映画際の開催に先立ち約半年にわたり募集する「日本映画人気投票」により作品賞、技術賞５賞のノミネート作品を選出している。
映画祭では、映画賞授賞式、映画制作の技術スタッフや監督によるトークを伴う映画上映会、展示、ワークショップなどを開催している。

## 組織
映画祭の主催は調布市及び市の文化財団が担っているが、企画運営を市内で映画映像事業を行う企業などが中心となり実行委員会が行っている。2024年の第６回開催時の参加企業は、アーク・システム 、イオンエンターテイメント、石原音楽出版社 、角川大映スタジオ 、ジェイコム東京 調布局、 高津装飾美術、ジャンゴフィルム 、調布エフエム放送、 調布市観光協会、調布市商工会、東映ラボ・テック、トリエ京王調布、日活調布撮影所 及び、調布市、市関連団体。

## 沿革
- 1989年 -第1回シネマ・フェスティバル・イン・調布（後の調布映画祭） 開催。
- 2017年 - イオンシネマ シアタス調布が開館。「調布映画祭」の名称で調布では映画祭が開催されてきたが、シネコンの開館が契機に発想の見直しが行われ、「映画のまち調布」に相応しい映画祭への転換が、市と地元の映画映像産業会社が中心となりリニューアル構想がスタートする。
- 2019年 - 第1回映画のまち調布 シネマフェスティバルが、 2月16日～3月10日に開催。
- 2023年 - 第5回の開催の展示企画にて、調布市出身の映画イラストレイター宮崎祐治による市内で撮影された映画作品をイラストで紹介する「調布映画地図展」が開催。

## 映画のまち調布賞
映画・映像関連企業の集積する調布市の地域性に基づき「映画のまち調布」にふさわしい映画賞として、映画制作の現場を支える技術者や制作会社といった「映画のつくり手」に贈られる。映画文化、芸術、産業の振興に寄与した映画・映像作品及びその制作に貢献した者が顕彰されている。

### 受賞者
| 部門   | 第1回(2019年)                       | 第2回(2020年)                                  | 第3回(2021年)                                     | 第4回(2022年)                               | 第5回(2023年)                                                   | 第6回(2024年)                                   | 第7回(2025年)                                               |
| ------ | ----------------------------------- | ---------------------------------------------- | ------------------------------------------------- | ------------------------------------------- | --------------------------------------------------------------- | ----------------------------------------------- | ----------------------------------------------------------- |
| 撮影賞 | 「モリのいる場所」 月永雄太         | 「新聞記者」 今村圭佑                          | 「Fukushima 50」江原祥二                          | 「花束みたいな恋をした」鎌苅洋一            | 「護られなかった者たちへ」鍋島淳裕                              | 「月の満ち欠け」 水口智之                       | 「あの花が咲く丘で、君とまた出会えたら。」 小林拓・岸本秀一 |
| 照明賞 | 「空飛ぶタイヤ」 長田達也           | 「日日是好日」 水野研一                        | 「カツベン!」長田達也                             | 「ヤクザと家族 The Family」平山達弥         | 「護られなかった者たちへ」 かげつよし                           | 「銀河鉄道の父」佐藤浩太                        |                                                             |
| 録音賞 | 「空飛ぶタイヤ」 栗原和弘           | 「こんな夜更けにバナナかよ 愛しき実話」 鈴木肇 | 「惡の華」柳屋文彦                                | 「花束みたいな恋をした」加藤大和            | 「そして、バトンは渡された」白取貢                              | 「劇場版 TOKYO MER〜走る緊急救命室〜」 湯脇房雄 | 「ゴジラ-1.0」 竹内久史                                     |
| 美術賞 | 「モリのいる場所」 安宅紀史         | 「キングダム」 斎藤岩男                        | 「カツベン! 」磯田典宏                            | 「るろうに剣心 最終章 The Beginning」橋本創 | 「護られなかった者たちへ」松尾文子                              | 「耳をすませば」 相馬直樹                       | 「福田村事件」 須坂文昭                                     |
| 編集賞 | 「ちはやふる －結び－ 」 穗垣順之助 | 「翔んで埼玉」 河村信二                        | 「蜜蜂と遠雷」石川慶、太田義則                    | 「浅田家!」上野聡一                         | 「メタモルフォーゼの縁側」木村悦子                              | 「TOKYO MER〜走る緊急救命室〜」 菅野詩織        | 「ゴジラ-1.0」 宮島竜治                                     |
| 作品賞 | 「万引き家族」                      | 「天気の子」                                   | 「Fukushima 50」                                  | 「花束みたいな恋をした」                    | 「映画 すみっコぐらし 青い月夜のまほうのコ」                    | 「すずめの戸締まり」                            | 「鬼太郎誕生 ゲゲゲの謎」                                   |
| 功労賞 | 高津装飾美術 南孝二                 | 紅谷愃一（録音技師）                           | 根岸誠（東映デジタルラボ テクニカルアドバイザー） | 石原まき子（ 石原プロモーション）           |                                                                 |                                                 |                                                             |
| 特別賞 |                                     |                                                |                                                   |                                             | 武藤光成（アーク・システム） 、宮本まさ江（衣裳・スタイリスト） | 東京現像所、新藤次郎（プロデューサー）          | 株式会社白組、柴崎憲治（音響効果技師）                      |